# Quỳnh Xuân
Quỳnh Xuân là một phường thuộc thị xã Hoàng Mai, tỉnh Nghệ An, Việt Nam.

## Địa lý
Phường Quỳnh Xuân nằm ở phía nam thị xã Hoàng Mai, có vị trí địa lý:
- Phía đông giáp xã Quỳnh Liên
- Phía tây và phía nam giáp huyện Quỳnh Lưu
- Phía bắc giáp phường Mai Hùng.

Phường có diện tích 15,83 km², dân số năm 2013 là 13.195 người, mật độ dân số đạt 834 người/km².

## Lịch sử
Trước đây, Quỳnh Xuân là một xã thuộc huyện Quỳnh Lưu.
Ngày 3 tháng 4 năm 2013, Chính phủ ban hành Nghị quyết 47/2013/NQ-CP. Theo đó, chuyển xã Quỳnh Xuân về thị xã Hoàng Mai mới thành lập, đồng thời thành lập phường Quỳnh Xuân trên cơ sở toàn bộ 1.582,51 ha diện tích tự nhiên và 13.195 người của xã Quỳnh Xuân.
Từ xa xưa trên địa bàn xã này có tuyến kênh Nhà Lê nối từ  kinh đô Hoa Lư đến Đèo Ngang đi qua, là tuyến đường thủy đầu tiên trong lịch sử Việt Nam và được coi là tuyến đường Hồ Chí Minh trên sông vì những đóng góp cho các cuộc chiến tranh của người Việt (hiện là một đoạn của sông Mai Giang theo tên gọi địa phương).